# دونالد أ. نيكسون
دونالد أ. نيكسون (بالإنجليزية: Donald A. Nixon)‏ هو عسكري أمريكي، ولد في 1946.